# Équipe de Slovénie masculine de handball
Maillots
Dernière mise à jour : 11 août 2024.
L'équipe de Slovénie masculine de handball représente la Fédération slovène de handball lors des compétitions internationales, notamment aux Jeux olympiques et aux championnats du monde et d'Europe.

## Palmarès
La Slovénie compte trois médailles à son palmarès :
- médaille de bronze aux Jeux méditerranéens de 1993 en Languedoc-Roussillon
- médaille d'argent au Championnat d'Europe 2004 en Slovénie
- médaille de bronze au Championnat du monde 2017 en France

## Résultats détaillés

### Jeux olympiques
| Tournoi             | Rang          | MJ            | MJ            | MJ            | MJ            | MJ            | MJ            | MJ            |
| ------------------- | ------------- | ------------- | ------------- | ------------- | ------------- | ------------- | ------------- | ------------- |
| Atlanta 1996        | Non qualifiée | Non qualifiée | Non qualifiée | Non qualifiée | Non qualifiée | Non qualifiée | Non qualifiée | Non qualifiée |
| Sydney 2000         | 8e            | 8             | 2             | 1             | 5             | 209           | 223           | -14           |
| Athènes 2004        | 11e           | 6             | 2             | 0             | 4             | 160           | 173           | -13           |
| Pékin 2008          | Non qualifiée | Non qualifiée | Non qualifiée | Non qualifiée | Non qualifiée | Non qualifiée | Non qualifiée | Non qualifiée |
| Londres 2012        | Non qualifiée | Non qualifiée | Non qualifiée | Non qualifiée | Non qualifiée | Non qualifiée | Non qualifiée | Non qualifiée |
| Rio de Janeiro 2016 | 6e            | 6             | 4             | 0             | 2             | 167           | 163           | +4            |
| Tokyo 2020          | Non qualifiée | Non qualifiée | Non qualifiée | Non qualifiée | Non qualifiée | Non qualifiée | Non qualifiée | Non qualifiée |
| Paris 2024          | 4e            | 8             | 4             | 0             | 4             | 225           | 224           | +1            |
| Total               | 4/8           | 28            | 12            | 1             | 15            | 761           | 783           | -22           |

### Championnats du monde
| Tournoi                   | Rang                      | MJ            | MJ            | MJ            | MJ            | MJ            | MJ            | MJ            |
| ------------------------- | ------------------------- | ------------- | ------------- | ------------- | ------------- | ------------- | ------------- | ------------- |
| Suède 1993                | Non qualifiée             | Non qualifiée | Non qualifiée | Non qualifiée | Non qualifiée | Non qualifiée | Non qualifiée | Non qualifiée |
| Islande 1995              | 18e                       | 5             | 1             | 0             | 4             | 131           | 126           | +5            |
| Japon 1997                | Non qualifiée             | Non qualifiée | Non qualifiée | Non qualifiée | Non qualifiée | Non qualifiée | Non qualifiée | Non qualifiée |
| Égypte 1999               | Non qualifiée             | Non qualifiée | Non qualifiée | Non qualifiée | Non qualifiée | Non qualifiée | Non qualifiée | Non qualifiée |
| France 2001               | 17e                       | 5             | 2             | 0             | 3             | 145           | 137           | +8            |
| Portugal 2003             | 11e                       | 7             | 3             | 0             | 4             | 191           | 196           | -5            |
| Tunisie 2005              | 12e                       | 9             | 4             | 2             | 3             | 272           | 250           | +22           |
| Allemagne 2007            | 10e                       | 8             | 3             | 0             | 5             | 241           | 243           | -2            |
| Croatie 2009              | Non qualifiée             | Non qualifiée | Non qualifiée | Non qualifiée | Non qualifiée | Non qualifiée | Non qualifiée | Non qualifiée |
| Suède 2011                | Non qualifiée             | Non qualifiée | Non qualifiée | Non qualifiée | Non qualifiée | Non qualifiée | Non qualifiée | Non qualifiée |
| Espagne 2013              | 4e                        | 9             | 7             | 0             | 2             | 258           | 240           | +18           |
| Qatar 2015                | 8e                        | 9             | 4             | 0             | 5             | 273           | 271           | +2            |
| France 2017               | Médaille de bronze, monde | 9             | 6             | 1             | 2             | 271           | 253           | +18           |
| / Danemark/Allemagne 2019 | Non qualifiée             | Non qualifiée | Non qualifiée | Non qualifiée | Non qualifiée | Non qualifiée | Non qualifiée | Non qualifiée |
| Égypte 2021               | 9e                        | 6             | 3             | 2             | 1             | 189           | 159           | +30           |
| / Pologne/Suède 2023      | 10e                       | 6             | 4             | 0             | 2             | 191           | 152           | +39           |
| Total                     | 10/28                     | 73            | 37            | 5             | 31            | 2 162         | 2 027         | +135          |

### Championnats d'Europe
| Tournoi                  | Rang                      | MJ            | MJ            | MJ            | MJ            | MJ            | MJ            | MJ            |
| ------------------------ | ------------------------- | ------------- | ------------- | ------------- | ------------- | ------------- | ------------- | ------------- |
| Portugal 1994            | 10e                       | 6             | 1             | 1             | 4             | 112           | 139           | -27           |
| Espagne 1996             | 11e                       | 6             | 1             | 0             | 5             | 120           | 139           | -19           |
| Italie 1998              | Non qualifiée             | Non qualifiée | Non qualifiée | Non qualifiée | Non qualifiée | Non qualifiée | Non qualifiée | Non qualifiée |
| Croatie 2000             | 5e                        | 6             | 3             | 0             | 3             | 154           | 155           | -1            |
| Suède 2002               | 12e                       | 7             | 0             | 2             | 5             | 181           | 215           | -34           |
| Slovénie 2004            | Médaille d'argent, Europe | 8             | 5             | 1             | 2             | 230           | 218           | +12           |
| Suisse 2006              | 8e                        | 6             | 3             | 0             | 3             | 191           | 194           | -3            |
| Norvège 2008             | 10e                       | 6             | 3             | 0             | 3             | 172           | 180           | -8            |
| Autriche 2010            | 11e                       | 6             | 1             | 2             | 3             | 186           | 203           | -17           |
| Serbie 2012              | 6e                        | 7             | 2             | 0             | 5             | 207           | 212           | -5            |
| Danemark 2014            | Non qualifiée             | Non qualifiée | Non qualifiée | Non qualifiée | Non qualifiée | Non qualifiée | Non qualifiée | Non qualifiée |
| Pologne 2016             | 14e                       | 3             | 0             | 1             | 2             | 66            | 72            | -6            |
| Croatie 2018             | 8e                        | 6             | 2             | 2             | 2             | 162           | 152           | +10           |
| / Autr./Norv./Suède 2020 | 4e                        | 9             | 5             | 0             | 3             | 245           | 242           | +3            |
| / Hongrie/Slovaquie 2022 | 16e                       | 3             | 1             | 0             | 2             | 82            | 92            | -10           |
| Allemagne 2024           | 6e                        | 8             | 5             | 0             | 3             | 231           | 224           | +7            |
| Total                    | 14/16                     | 87            | 32            | 9             | 46            | 2 339         | 2 437         | -98           |

### Autres compétitions
Jeux méditerranéens
- médaille de bronze aux Jeux méditerranéens de 1993 en Languedoc-Roussillon
- 4e place aux Jeux méditerranéens de 1997
- 6e place aux Jeux méditerranéens de 2001
- 5e place aux Jeux méditerranéens de 2005
- non participant aux Jeux méditerranéens de 2009
- 5e place aux Jeux méditerranéens de 2013
- 5e place aux Jeux méditerranéens de 2018

## Effectifs

### Effectif actuel
L'effectif de l'équipe Jeux olympiques de 2024 est :

### Effectifs antérieurs
Effectif médaillé de bronze au Championnat du monde 2017  :
- Marko Bezjak (DC)
- Blaž Blagotinšek (P)
- Darko Cingesar (ALG)
- Jure Dolenec (ARD)
- Matej Gaber (P)
- Jan Grebenc (ARG)
- Nik Henigman (ARG)
- Blaž Janc (ALD)
- Urh Kastelic (GB)
- Vid Kavtičnik (ARD)
- Tilen Kodrin (ALG)
- Urban Lesjak (GB)
- Borut Mačkovšek (ARG)
- Gašper Marguč (ALD)
- David Miklavčič (ARD)
- Vid Poteko (P)
- Matevž Skok (GB)
- Miha Zarabec (DC)

Entraîneur :
- Veselin Vujović

Effectif médaillé d'argent au Championnat d'Europe 2004  :
- Dušan Podpečan (GB)
- Ognjen Backovič
- Renato Vugrinec
- Zoran Jovičić
- Andrej Kastelic
- Vid Kavtičnik
- Branko Bedekovič
- Roman Pungartnik
- Gorazd Škof (GB)
- Tomaž Tomšič
- Ivan Simonović
- Aleš Pajovič
- Boštjan Ficko
- Uroš Zorman
- Zoran Lubej

Entraîneur :
- Kasim Kamenica

Effectif médaillé de bronze aux Jeux méditerranéens de 1993  :
- Tettey Banfro (en)
- Jani Čop
- Boris Denič (sl)
- Tomaž Jeršič
- Tomaž Kleč
- Aleš Levc
- Janez Likavec
- Borut Plaskan (sl)
- Roman Pungartnik (en)
- Rolando Pušnik (en)
- Uroš Šerbec (sl)
- Tomaž Tomšič.

Entraîneur :
- Tone Tiselj.

## Personnalités liées à la sélection slovène

### Joueurs
Les joueurs les plus capés et meilleurs buteurs au 11 septembre 2024 sont :
| Rang | Joueur           | Sél. | Buts | Moy. |
| ---- | ---------------- | ---- | ---- | ---- |
| 1    | Uroš Zorman      | 225  | 523  | 2,3  |
| 2    | Luka Žvižej      | 217  | 702  | 3,2  |
| 3    | Beno Lapajne     | 212  | 1    | 2,1  |
| 4    | Jure Dolenec     | 205  | 713  | 3,5  |
| 5    | Tomaž Tomšič     | 200  | 414  | 2,1  |
| 6    | Vid Kavtičnik    | 197  | 543  | 2,8  |
| 7    | Gorazd Škof      | 188  | 0    | 0    |
| 8    | Renato Vugrinec  | 187  | 616  | 3,3  |
| 9    | Aleš Pajovič     | 181  | 697  | 3,9  |
| 10   | Roman Pungartnik | 171  | 679  | 4,0  |
| 11   | Zoran Lubej      | 162  | 385  | 2,4  |
| 12   | Dragan Gajić     | 161  | 692  | 4,3  |
| 13   | Jure Natek       | 154  | 393  | 2,6  |
| 14   | Borut Mačkovšek  | 151  | 399  | 2,6  |
| 15   | Matej Gaber      | 150  | 215  | 1,4  |
| ...  |                  |      |      |      |
| 56   | Sergej Rutenka   | 56   | 308  | 5,5  |

- Joueur actif

Autres joueurs
- Goran Kozomara
- Rok Praznik
- Primož Prošt
- Iztok Puc

### Sélectionneurs
| Période         | Sélectionneur       | Compétition(s)                                                                            |
| --------------- | ------------------- | ----------------------------------------------------------------------------------------- |
| 1992-1994       | Tone Tiselj         | Jeux méd 1993 () · Euro 1994 (10e place)                                                  |
| 1994-1996       | Miro Požun          | Mondial 1995 (18e place)                                                                  |
| 1996-1997       | Slavko Ivezič       | Euro 1996 (11e place)                                                                     |
| 1998-2000       | Leopold Jeras       | Euro 2000 (5e place) JO 2000 (8e place)                                                   |
| 2000-2002       | Matjaž Tominec      | Mondial 2001 (17e place) Euro 2002 (12e place)                                            |
| 2002-2003       | Niko Markovič       | Mondial 2003 (11e place)                                                                  |
| 2003-2004       | Tone Tiselj         | Euro 2004 () · JO 2004 (11e place)                                                        |
| 2004-2006       | Slavko Ivezič       | Mondial 2005 (12e place) Euro 2006 (8e place)                                             |
| 2006-2007       | Kasim Kamenica      | Mondial 2007 (10e place)                                                                  |
| 2007-2009       | Miro Požun          | Euro 2008 (10e place)                                                                     |
| 07-2009-10/2010 | Zvonimir Serdarušić | Euro 2010 (11e place)                                                                     |
| 2010-2015       | Boris Denič (en)    | Euro 2012 (6e place) Mondial 2013 (4e place) Mondial 2015 (8e place)                      |
| 06/2015-11/2019 | Veselin Vujović     | Euro 2016 (14e place) · JO 2016 (6e place) · Mondial 2017 () · Euro 2018 (8e place)       |
| 12/2019-01/2022 | Ljubomir Vranjes    | Euro 2020 (4e place) Mondial 2021 (9e place) Euro 2022 (16e place)                        |
| depuis 02/2022  | Uroš Zorman         | Mondial 2023 (10e place) Euro 2024 (6e þlace) JO 2024 (4e place) Mondial 2025 (13e place) |

## Confrontations contre la France
| Date            | Rencontres | Victoires | Nuls | Défaites | Buts pour | Buts contre | Différence |
| --------------- | ---------- | --------- | ---- | -------- | --------- | ----------- | ---------- |
| 16 janvier 2023 | 27         | 20        | 3    | 4        | 808       | 690         | +118       |